# Helene Deutsch
Pour les articles homonymes, voir Deutsch et Rosenbach (homonymie).
Helene Deutsch-Rosenbach, née le 9 octobre 1884 à Przemyśl, ville alors en Galicie autrichienne et morte le 29 mars 1982 à Cambridge aux États-Unis, est une psychanalyste américaine d'origine autrichienne. Elle est la première psychanalyste à se spécialiser dans la psychologie féminine.

## Biographie
Helene Rosenbach grandit à Przemyśl dans une famille juive. Son père, Wilhelm Rosenbach, était un grand avocat et sa mère est Regina Rosenbach. Helene est la dernière d'une fratrie de quatre enfants (deux sœurs et un frère). Elle s'engage dans le mouvement nationaliste polonais, dans une mouvance socialiste, au côté d’Herman Liebermann. Elle se rend au congrès socialiste international de 1910 où elle rencontre Angelica Balabanova et Rosa Luxemburg. Helene s’identifie à ces deux femmes qui vont jouer un rôle déterminant dans sa vie. Elle est éduquée à la maison, puis étudie la médecine à l'université de Vienne, où elle obtient son diplôme de médecin en 1913, et étudie la psychiatrie avec Emil Kraepelin.
Lors de la première guerre, elle est assistante à la clinique du professeur Julius Wagner-Jauregg à Vienne. Du fait de la mobilisation des hommes médecins, elle peut accéder à des fonctions plus importantes. Son travail lui donne une voie ouverte sur les phénomènes psychiques survenant lors de la guerre chez des femmes et dans des familles. Parmi les patientes dont elle va avoir la charge clinique, Helene Deutsch s’occupe d’une femme légionnaire . Magnus Hirschfeld à cette époque rencontre une femme portant des habits militaires. Sigmund Freud s'appuie sur un cas semblable de femme guerrière. Cette proximité, chez des médecins ayant partagé les mêmes théories, de trois femmes revêtant l’apparat masculin, trois femmes combattantes, à la même période, laisse supposer un lien entre les auteurs sur ce thème. Durant la guerre, les lignes de séparations entre les sexes purent devenir poreuses.  
Analysée chez Sigmund Freud, elle s'impose à Vienne comme l'une des grandes analystes de sa génération. Karen Horney lui reproche notamment d'avoir défendu la position freudienne orthodoxe sur la sexualité féminine et, Paul Roazen, d'avoir par soumission à Freud échoué dans le traitement de Victor Tausk
Elle a apporté une contribution importante à la théorie des personnalités « as if (comme si) », élaborée plus tard par Donald Winnicott (« faux self »), et elle a posé une des premières pierres à l'étude des « cas-limite ». C'est en 1934 qu'elle a décrit un type de perturbation émotionnelle où la relation avec le monde extérieur et le moi apparaît appauvrie ou absente et peut prendre diverses formes. Les personnalités as if, du point de vue de l'observateur, donnent l'impression que l'ensemble des relations de ces personnes manque de naturel; quoique paraissant normales, dépourvues de trouble de conduite, avec des capacités intellectuelles intactes, des expressions émotionnelles bien ordonnées et appropriées, ces personnes ont quelque chose d'intangible et d'indéfinissable qui amène toujours à se demander ce qui ne va pas chez eux. Chez eux le refoulement n'existe pas, il y a un manque d'investissement d'objet.

## Publications

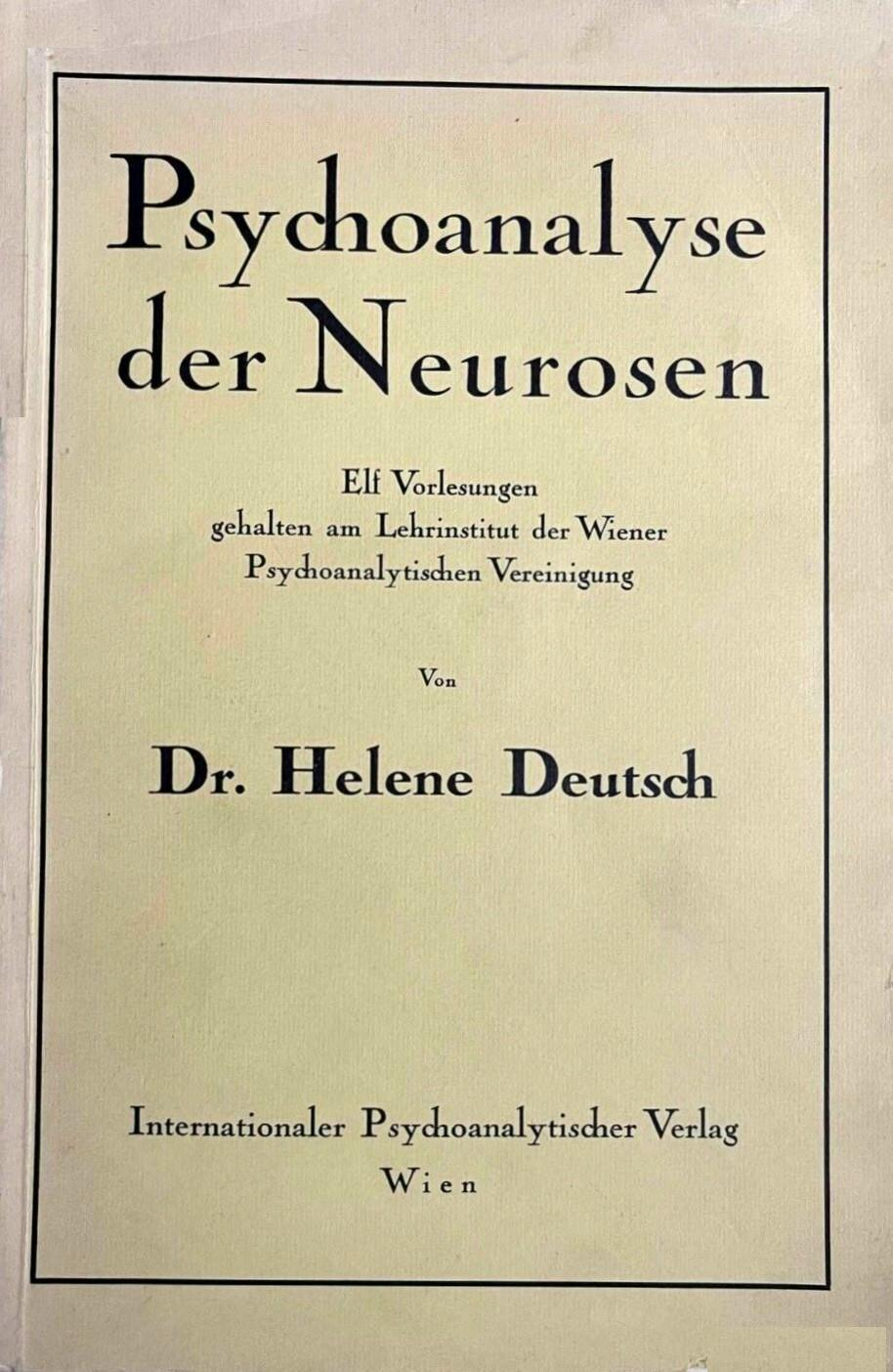
Couverture de Psychanalyse des névroses, paru en allemand à Vienne en 1930.

- Psychanalyse des fonctions sexuelles de la femme (1925), Paris, Puf, 1994  (ISBN 2130455581).
- Psychologie des femmes (1944-1945), Paris, Puf, coll. « Quadrige », trad. Hubert Benoit, 1997  (ISBN 2130530583).
- Problèmes de l'adolescence (1967), Paris, Payot, 2003,  (ISBN 2228897787).
- Autobiographie, Paris, Mercure de France, coll. « 1001 Femmes », 1986  (ISBN 2715214073).
- Marie-Christine Hamon (éd.), Les Introuvables d'Hélène Deutsch. Cas cliniques et autoanalyse (1918-1930), Paris, Le Seuil, 2000,  (ISBN 2020320541) présentation critique [lire en ligne].
- Les Personnalités as if. Les « comme si » et autres textes inédits, Paris, Le Seuil, 2007,  (ISBN 2020563363).
- « De la satisfaction, du bonheur et de l'extase », Tribune psychanalytique, no 4, 2002 (trad. Dimitra Katla).